# Manuela Derr
Manuela Derr (* 17. Juli 1971 in Neubrandenburg) ist eine ehemalige deutsche Leichtathletin, die – für die DDR startend – bei den Europameisterschaften in Split 1990 die Goldmedaille mit der 4-mal-400-Meter-Staffel der DDR gewann (3:21,02 min, zusammen mit Annett Hesselbarth, Grit Breuer und Petra Schersing).
1992 wurde Manuela Derr, die wie ihre Trainingskameradinnen beim SC Neubrandenburg Katrin Krabbe und Grit Breuer der Einnahme des Doping-Mittels Clenbuterol überführt wurde, vom Deutschen Leichtathletik-Verband für die Dauer von acht Monaten für Wettkämpfe gesperrt. Der Leichtathletik-Weltverband IAAF verhängte zunächst eine Sperre auf unbestimmte Zeit, verlängerte die Strafe später auf drei Jahre bis 1995.

## Erfolge bei internationalen Juniorenkämpfen
- 1988, Juniorenweltmeisterschaften: Platz 1 mit der 4-mal-400-Meter-Staffel der DDR; Platz 5 im 400-Meter-Lauf (53,66 s)
- 1989, Junioreneuropameisterschaften: Platz 2 im 200-Meter-Lauf (23,39 s); Platz 3 im 100-Meter-Lauf (11,51 s); Platz 1 mit der 4-mal-400-Meter-Staffel; Platz 3 mit der 4-mal-100-Meter-Staffel
- 1990, Juniorenweltmeisterschaften: Platz 3 im 400-Meter-Lauf (51,95 s), Platz 4 mit der 4-mal-400-Meter-Staffel

Manuela Derr startete für den SC Neubrandenburg und den OSC Berlin. In ihrer aktiven Zeit war sie 1,73 m groß und wog 55 kg. 